# Amazing Sports Lab Japan
株式会社Amazing Sports Lab Japan（アメージングスポーツラボジャパン）は、主にサッカーに関連する事業を行う日本の企業である。欧州クラブチームのマネジメント事業、サッカースクール事業、大会・キャンプ事業、海外留学事業などを展開する。

## 概要
2004年にFCバルセロナグッズの輸入販売や同クラブのソシオ公式代理店業務を行う有限会社ムンドアレグレとして創立された。2006年にスペインのFIFAエージェントであるAmazing Sports Labと業務提携、社名を株式会社Amazing Sports Lab Japanに変更した。日本国内でFCバルセロナのバルサアカデミーキャンプなどの海外サッカークラブによるキャンプ事業、U-12ジュニアサッカーワールドチャレンジなどの大会を運営する。